# Tablighi Jamaat

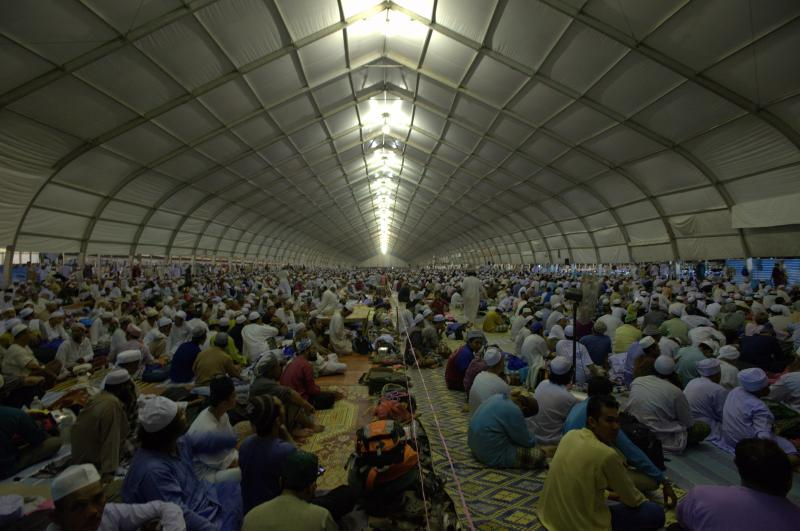
Treffen der Tablighi Jamaat in Malaysia 2009

Tablighi Jamaat (Urdu تبلیغی جماعت ‚Missionsgesellschaft‘; abgekürzt TJ, auch persisch جماعت تبلیغ Dschamāʿat-i Tablīgh oder persisch تحریک ایمان Taḥrīk-i Īmān, ‚Glaubensbewegung‘) ist eine sunnitisch-islamische Frömmigkeits- und Missionsbewegung, die 1926 durch den Religionsgelehrten Maulānā Muhammad Ilyās (1885–1944) in Britisch-Indien gegründet wurde und heute weltweit operiert. Sie gilt als eine der größten transnationalen islamischen Organisationen. Ziel der Bewegung ist es, Muslime, die keinen inneren Bezug zu ihrer Religion haben, zu einem streng an Koran und Sunna ausgerichteten Leben hinzuführen.

## Geschichte

### Der Tablīgh-Aufruf von Khwaja Hasan Nizami
Historischer Hintergrund für die Entstehung der Tablighi Jamaat waren die Missionsbestrebungen der hinduistischen Arya-Samaj-Gemeinschaft, die im frühen 20. Jahrhundert im Rahmen ihres Konzeptes von Shuddhi („Reinigung“) danach strebte, indische Bevölkerungsgruppen, die während der Jahrhunderte muslimischer Herrschaft in Indien zum Islam übergetreten waren, für den Hinduismus zurückzugewinnen. Eine besonders wichtige Zielgruppe dieser Hindu-Mission waren sogenannte „Nau-Muslime“ (von waqf-e nau, „neue Verpflichtung“), die nur nominell dem Islam anhingen, aber weiter hinduistische Praktiken vollzogen. Hierzu gehörten unter anderem die Malkana-Rajputen in Nordindien. Bis zum Jahr 1927 gelang es der Arya-Samaj-Gemeinschaft, etwa 163.000 Malkanas zum Hinduismus zu bekehren.
Khwaja Hasan Nizami (1879–1955), ein indischer muslimischer Gelehrter, der Sufi war und sich in Delhi als Journalist und Autor betätigte, rief vor diesem Hintergrund 1923 in einem Buch mit dem Titel Dāʿī-yi Islām („Rufer zum Islam“) seine Glaubensbrüder zur Abwehr der hinduistischen Missionsbemühungen auf und forderte, dass sich zu diesem Zweck jeder einzelne Muslim als Dāʿī betätigen müsse. Das Buch war unter den nordindischen Muslimen ungeheuer populär und erlebte bis zum Jahre 1926 fünf Auflagen. Als Mittel für die Verkündigung (tablīgh) des Islams empfahl Nizami, der dem Chishtiyya-Orden angehörte, auch sufische Praktiken wie Qawwali-Gesänge sowie Ta'ziya-Prozessionen. Im frühen 20. Jahrhundert kam das Urdu als Prosasprache voll zur Geltung und Khwaja Hasan Nizami hatte großen Einfluss auf diese Entwicklung als innovativer Sprachstilist, vor allem auf den Gebieten der Biographie, Autobiographie und des Tagebuchschreibens. Es wird davon ausgegangen, dass er seinen rednerischen Stil und seine sprachliche Gewandtheit Mogul-Prinzen zu verdanken habe, da er mit ihnen gemeinsam zur Schule ging. Auf dem Höhepunkt seiner Karriere hatte er Umgang mit großen Literaten des Urdu, wie zum Beispiel mit Shibli Nu'mani oder Iqbal.

### Die Meo-Mission von Muhammad Ilyās
Während Nizami selbst nur publizistisch tätig war, setzte ein anderer muslimischer Gelehrter, Muhammad Ilyās, seine Forderungen in die Tat um. Im Gegensatz zu Nizami gehörte er allerdings einer islamischen Strömung an, die die sufischen Traditionen ablehnte. Muhammad Ilyās war durch seine Familie eng mit der Deobandi-Bewegung verbunden, die 1867 das Dar ul-Ulum von Deoband ins Leben gerufen hatte, und pflegte insbesondere Beziehungen zur Führung des Maẓāhiru l-ʿUlūm, einer Schwesterschule des Dar ul-Ulum in Saharanpur. Nach Rückkehr von einer Wallfahrt nach Mekka begann Muhammad Ilyās im Jahre 1926 mit Missionsaktivitäten unter den Meos, einer bäuerlichen Volksgruppe, die in Mewat südlich von Delhi siedelte. Wie die Malkanas nahmen die Meos für sich rajputische Abstammung in Anspruch und galten als Nau-Muslime. Nachdem Ilyas in dem Ort Nuh eine Anhängerschaft aufgebaut hatte, bildete er eine Gruppe von sechs Meos, die er damit beauftragte, regelmäßig in den benachbarten Meo-Dörfern über die kalima, d. h. das islamische Glaubensbekenntnis, und das Ritualgebet zu predigen. Ab Ende der 1920er Jahre begannen Gruppen von neu bekehrten Meos mit regelmäßigen Missionsreisen in der Region, die sie gleichzeitig dazu benutzten, um sich in den Zentren der Deobandi-Bewegung religiös unterweisen zu lassen.
Nach einer weiteren Wallfahrt nach Mekka im Jahre 1932 rief Ilyās im Winter 1933 mehr als 200 seiner Meo-Anhänger in Delhi zusammen, wo er und Husain Ahmad Madani, der Rektor der Madrasa von Deoband, ihnen eine Ansprache über die Bedeutung des Tablīgh hielten. Wichtigster religiöser Gegner war weiterhin die Arya-Samaj-Gemeinschaft, die bis 1934 eine große Anzahl von Malkanas zum Hinduismus bekehrt hatte und Anstrengungen unternahm, ihre Missionsarbeit auch auf Mewat auszuweiten. Um den Einfluss des Arya Samaj zurückzudrängen, rief Ilyas noch im Jahre 1934 eine große Versammlung (Panchayat) von Meo-Führern zusammen, bei der er diese auf die Prinzipien des Islams verpflichtete. Bis zu seinem Tode im Jahre 1944 gelang es Ilyās, seine Glaubensbewegung (tahrīk-i īmān) fest in der Meo-Gesellschaft zu verankern. Bei einer Versammlung der Bewegung in Nuh im November 1941 nahmen ungefähr 25.000 Meos teil, darunter mehrere bekannte ʿUlamāʾ.

### Globalisierung der Bewegung
Nach dem Tode von Muhammad Ilyās wurde sein Sohn Mawlānā Yūsuf von den Ältesten der TJ zum neuen Amīr der Gemeinschaft gewählt. Er war ein begabter Organisator und weitete bis zu seinem Tode im Jahre 1965 das Operationsgebiet der TJ auf die gesamte islamische Welt aus. Als unpolitische Bewegung konnte sie sich in den 1950er und 1960er Jahren durch ihre Missionare über die arabischen Länder, das subsaharische Afrika, Südostasien, die Türkei und Westeuropa verbreiten. In den frühen 1970er Jahren gründete die TJ eigene Madrasas und religiöse Zentren auch in den malaiischen Staaten Kelantan und Terengganu.

## Religiöse Ausrichtung und Organisationsstruktur
Kennzeichnend für die TJ ist ihr Antiintellektualismus. Für die Aktivisten der TJ ist der Islam vor allem eine „praktische Aktivität“ (ʿamalī kām) und weniger etwas, worüber gesprochen, geschrieben oder gelesen werden muss. Gelehrsamkeit wird als etwas betrachtet, das eine ständige Bedrohung für die Gemeinschaft darstellt, weil die Gefahr besteht, dass sie an die Stelle der praktischen Arbeit tritt. Deswegen muss dieser Versuchung ständig begegnet werden. Mawlānā Yūsuf, der zweite Amīr der TJ, soll die Bitte eines Anhängers, ein Buch über die Bewegung zu verfassen, mit dem Argument abgewiesen haben, dass religiöse Praxis (ʿamal) erheblich wichtiger ist als intellektuelle Betätigung. Die einzige intellektuelle Tätigkeit, die befürwortet wird, ist die mündliche Weitergabe der prophetischen Tradition.
Die Anhänger der TJ üben regelmäßig missionarische Tätigkeiten aus, deren Zweck die Islamisierung der Gesellschaft und der Wandel der durch westliche Werte geprägten Gesellschaft zu einer islamischen Gesellschaftsform ist. Zu den obligatorischen Pflichten der TJ-Anhänger gehört es, regelmäßig, freiwillig und unbezahlt missionarisch tätig zu sein, um einerseits den Glauben zu verbreiten und andererseits als Prediger selbst zu einer besonderen Frömmigkeit zu gelangen. Die Anhänger der Gemeinschaft werden dazu angehalten, jeden Monat eine mindestens dreitägige Missionsreise durchzuführen, insbesondere im Umkreis der Heimatmoschee oder den benachbarten Städten. Darüber hinaus soll jährlich eine 40 Tage andauernde Missionsreise im In- oder Ausland durchgeführt werden. Schließlich ist eine viermonatige Missionierungsreise zwecks eigener Fortbildung zu den Quellen der Bewegung, also Bangladesch, Indien und Pakistan, für alle Mitglieder einmal im Leben verpflichtend.
Im Rahmen ihrer Pilgerreisen besuchen die TJ-Anhänger insbesondere Moscheen. Dort predigen sie und betreiben ihre Missionsarbeit. Darüber hinaus werden aber auch im privaten Bereich Einzelgespräche mit Muslimen geführt.
Die TJ lehnt Gewalt grundsätzlich ab und begreift sich selbst als unpolitisch. Aufgrund dieser Ausrichtung wurde die Bewegung auch schon von anderen islamischen Gruppierungen kritisiert. So hat beispielsweise Tabish Mahdi, ein führender Ideologe der indischen Jamaat-e-Islami, in den 1980er Jahren in einem eigens der TJ gewidmeten Buch dieser Bewegung vorgeworfen, mit ihrer politischen Zurückhaltung, ihrer Vernachlässigung des Dschihad und ihrem übermäßig stark ausgeprägten Ritualismus die „wahren“ Lehren des Islams zu verletzen.
Das Weltzentrum (ʿālamī markaz) der Tablighi Jamaat befindet sich in Neu-Delhi, in der Ortschaft Basti Hazrat Nizamuddin, in einem mehrstöckigen Gebäude, das eine Moschee, ein islamisches Seminar (die Madrasa Kaschf al-ʿUlūm) und zahlreiche Räumlichkeiten für Besucher umfasst. Auch die Ältesten (buzurgān) leben hier. Bis 1995 wurde dieses Weltzentrum von einem amīr geleitet, der auch als Hazratji bezeichnet wurde. Nach dem Tod des dritten amīr Inʿām al-Hasan im Jahre 1995 ging die Leitung an ein dreiköpfiges Konsultativgremium (Schūrā) über. Außerdem verselbständigten sich die TJ-Gemeinschaften in Pakistan und Bangladesch stärker. Das Zentrum der Tablighi Jamaat in Pakistan befindet sich in Lahore, der Hauptstadt der Provinz Punjab, allerdings wird das 30 km südlicher liegende Raiwind ebenfalls als geistiges Zentrum bezeichnet. Die Jahreshauptversammlung in Pakistan gilt nach der Pilgerfahrt nach Mekka als eine der größten globalen muslimischen Versammlungen. Die europäische Zentrale der TJ, das 'Institute of Islamic Education', befindet sich in Großbritannien im nordenglischen Dewsbury. Es werden dort junge Muslime zu 'Islamgelehrten' im Sinne der TJ ausgebildet. Leiter des Zentrums ist der hochrangige TJ-Funktionär Scheich Said Muhammad Patel, der an nationalen und internationalen TJ-Veranstaltungen der TJ teilnimmt und als Redner fungiert.

## Die TJ in Deutschland
Seit den 1960er Jahren ist die Tablighi Jamaat auch in Deutschland aktiv. Der Verfassungsschutz geht (Stand: 2011) von rund 700 TJ-Mitgliedern aus. TJ-Einrichtungen existieren in Berlin, Bochum, Köln, Hamburg, Hannover, München und Pappenheim, diese Vereine bzw. Moscheen weisen in ihren Satzungen allerdings nicht auf die TJ hin.
Die TJ verfügt über keine flächendeckende, feste Organisationsstruktur in Deutschland; ihre Aktivitäten werden gesteuert und koordiniert über informelle Kontakte der Anhängerschaft untereinander. Die vorrangige Zielgruppe der TJ in Deutschland sind insbesondere wirtschaftlich und sozial benachteiligte junge Muslime. Diese werden seitens der TJ als sehr empfänglich für ihre Botschaften eingeschätzt. Daneben gehören aber auch junge Islam-Konvertiten zur Zielgruppe der TJ, die in intensiven persönlichen Gesprächen geworben werden.
Im April 2005 wurde in Hamburg ein einwöchiges Treffen der TJ mit ca. 1000 Teilnehmern aus dem In- und Ausland ausgerichtet. Als Gäste waren für diese Veranstaltung u. a. hochrangige Prediger aus Indien und Pakistan eingeladen. Am Ende der Veranstaltung wurden Gruppen zusammengestellt und auf Missionsreisen geschickt, die freiwillig, regelmäßig und unentgeltlich sein sollen.
Der Bundesverfassungsschutz sieht laut seines Berichtes von 2006 die Gefahr gegeben, dass die TJ aufgrund ihres strengen Islamverständnisses und der weltweiten Missionstätigkeit islamistische Radikalisierungsprozesse fördert. Demnach existieren belegte Einzelfälle, bei denen die Infrastruktur der Missionsbewegung von Mitgliedern terroristischer Vereinigungen zu Reisezwecken genutzt wurde.